# سوپرجام فوتبال ایتالیا ۲۰۰۶

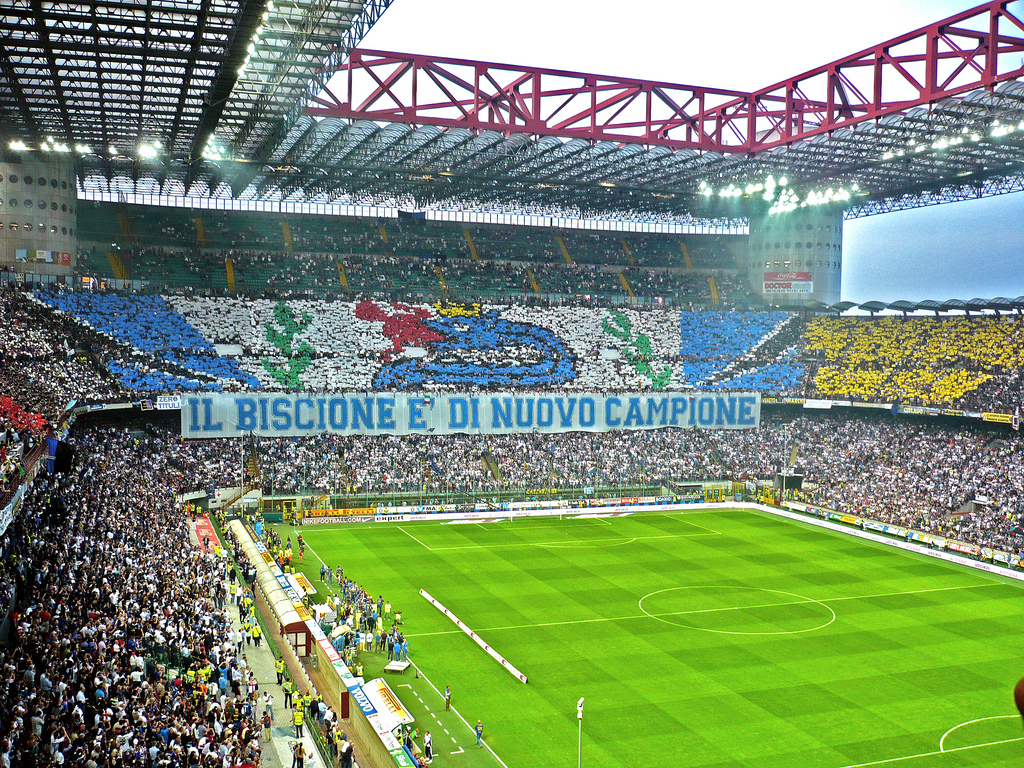
استادیوم سن سیرو، محل برگزاری بازی فینال

سوپر جام فوتبال ایتالیا ۲۰۰۶ (انگلیسی: 2006 Supercoppa Italiana) نوزدهمین دورهٔ مسابقهٔ سوپر جام فوتبال ایتالیا بود که بین قهرمان سری آ و نایب قهرمان جام حذفی فوتبال ایتالیا برگزار شد. با توجه به قهرمانی اینتر میلان در هر دو مسابقات سری آ و جام حذفی، آ. اس. رم به عنوان نایب قهرمان جام حذفی، در سوپر جام ایتالیا حضور داشت.
این دیدار در تاریخ ۱۶ اوت ۲۰۰۶ برگزار شد و اینتر میلان به مقام قهرمانی دست یافت.

## تیم‌ها
- اینتر میلان: قهرمان سری آ فصل ۰۶-۲۰۰۵
- آ. اس. رم: نایب قهرمان جام حذفی ایتالیا فصل ۰۶-۲۰۰۵